# Titouchky

Titouchky devant le Cabinet des ministres d'Ukraine (24 novembre 2013).

Le terme de titouchky (ukrainien : тітушки, pluriel de titouchka ; parfois titouchkos, titouchkas) est largement utilisé dans les médias ukrainiens et par les gens de la rue pour désigner des hooligans suspectés d'être rétribués par le gouvernement. Ils sont accusés de constituer une formation de troupes de combat illégale, habillée en civil, dont l'objectif est d'attaquer et de disperser des manifestations pacifiques d'opposants au gouvernement, et de s'en prendre aux représentants des médias. Leur tactique consiste à se mêler à la foule, puis à déclencher une bagarre. Le terme est parfois traduit par « Loue un voyou ».
Durant les manifestations pro-européennes de 2013-2014 en Ukraine, cette appellation devient un terme collectif pour désigner à la fois les provocateurs et les voyous engagés par le Parti des régions du président Viktor Ianoukovytch, et les policiers en civil,,.

## Origine du terme
Le terme dérive du nom de Vadym Titouchko (ukrainien : Вадим Тітушко), aussi connu sous le nom de Vadik Roumyn (russe : Вадик Румын), un « artiste en arts martiaux mixtes », originaire de Bila Tserkva, qui agresse les journalistes Olga Snitsartchouk et Vladyslav Sodel, de la chaîne ukrainienne Canal 5 le 18 mai 2013. Il est l'un des trois hommes condamnés à des peines avec sursis à la suite de cette agression. Il semble que Titouchko ne soit pas en accord avec la réutilisation de son nom.
Sur le site de Radio Free Europe, les titouchky sont décrits comme « des gars costauds en tenue de sport agissant comme agents provocateurs. Il s'en prennent aux manifestants ou provoquent des incidents dans le but de faire déconsidérer des manifestations pacifiques. » Le terme, qui n'est pas apparu spécifiquement dans le cadre des manifestations d'Euromaïdan, a été lancé par les deux journalistes qui avaient été frappés à Kiev par un groupe de jeunes gens à la carrure athlétique.

## LesIT-titouchky
Le terme d' IT-titouchky, ou IT-titouchkas (prononcer « aïtitouchky », ukrainien : айтітушки) apparaît dans le dictionnaire en ligne Mislovo de l'argot ukrainien moderne. Mot-valise formé à partir de l'anglais IT (technologie de l'information) et de l'ukrainien « titouchka », il désigne un hacker ou un utilisateur ordinaire qui agit en bloquant des sites Web, en postant des commentaires agressifs ou en trollant contre des sources d'informations pro-Euromaïdan. Ils se sont déjà signalés en bloquant des blogs favorables à la révolution ukrainienne.